# Kovilje
Kovilje (pronunciación en serbio: /Ковиље/) es un pueblo ubicado en el municipio de Ivanjica, Serbia. Según el censo de 2011, el pueblo tiene una población de 18 habitantes. Está situado entre las montañas Golija y Javor, en el centro de Serbia.
El pueblo es famoso por el monasterio ortodoxo de Kovilje, fundado en el siglo XII.